# Климків Володимир Григорович
Володимир-Петро Григорович Климків (3 жовтня 1926, с. Саранчуки, нині Тернопільська область, Україна — 4 грудня 2000, м. Вінніпеґ, Канада) — канадський хоровий диригент, педагог, громадський діяч українського походження. Доктор теології. Член Української вільної академії наук. Лавреат Шевченківської медалі Конґресу Українців Канади (1992).

## Життєпис
Володимир Климків народився 3 жовтня 1926 року в селі Саранчуках, нині Саранчуківської громади Тернопільського району Тернопільської области України. 1928 року разом з батьками емігрував до Канади.
Закінчив Університет Британської Колумбії (1950, бакалавр англійської мови та літератури й історії), Манітобський університет (1958, бакалавр педагогіки; курси диригування та композиції). Після навчання свої музичні навички вдосконалював в Олександра і Тетяни Кошиців, Павла Маценка, Роберта Шоу, Роджера Вагнера (диригування), М. Нападія (скрипка).

### Диригентська діяльність
У 1951—1990 роках диригував Хором молодих українських націоналістів (згодом Хор імені Олександра Кошиця), з яким гастролював у багатьох країнах світу, зокрема в Арґентині, Бразилії, Бельгії, Німеччині, Франції та Україні (1978, 1982, 1990, 1993). 
1988 року разом з хором брав участь у концерті з нагоди 1000-ліття хрещення Руси-України. Під його керівництвом колектив вперше здійснив виконання «Пальмової сюїти» для тенора, хору й оркестру Мар'яна Кузана, сюїти «Коли цвіте папороть» для хору та оркестру, «Чорну елегію» на слова П. Мовчана (спільно із Вінніпезьким симфонічним оркестром; обидві — музика Євгена Станковича), ораторію «Володимир Київський» Д. Щура. Разом із колективом вперше за межами України нагороджений Шевченківською премією (1992).
Популяризував творчість українських композиторів-класиків і сучасних авторів; мав активну співпрацю з Вінніпезьким симфонічним оркестром, диригентами Рубеном Гурвичем, П'єром Гамбо, Вірком Балеєм та Брамвелом Товеєм.

### Громадська діяльність
Працював учителем (від 1953), директором міських шкіл «Гейстінґс» (1961—1979), «Ґленвуд» (1979—1983). Керівник Крайового екзекутиву молодих українських націоналістів і Фундації осередку української культури й освіти м. Вінніпега.
У 1960-х роках — співзасновник та імпресаріо підприємства «DК Attractions», завдяки якому Володимир Климків у 1967 році мав змогу запросити вперше до Канади чимало мистецьких колективів і солістів з України (серед них — Український народний хор ім. Г. Верьовки; керівник Анатолій Авдієвський).
Засновник Вінніпезького фестивалю колядок; ініціатор і організатор кафедри церковної музики при Манітобському університеті. Виконав запис української музики, зокрема літургійної музики Миколи Леонтовича (1998). Дослідив архівні матеріали Олександра Кошиця.

## Вшанування
1999 року колектив Хору ім. Олександра Кошиця заснував Благодійний фонд ім. Володимира Климківа при факультеті музики Манітобського університету.